# Østsibirisk lærk
Østsibirisk lærk er et løvfældende nåletræ med en opret vækst og nålene siddende i bundter på dværgskud. Blomsterne er samlet i kogler. Træet er særdeles vinterhårdført.

## Kendetegn
Østsibirisk lærk (Larix gmelinii) er et løvfældende nåletræ med en opret vækst og en ægformet til kegleformet krone. Barken er først lysegrøn, så rødbrun og ribbet. Ædre grene og stammen får efterhånden en grå, groft skællet bark med talrige langsgående revner. Knopperne har forskelligt udseende: På de etårige langskud er de enkelt stillede, små og knudeformede, og på de flerårige kortskud er de store og svagt tøndeformede med talrige bladanlæg. Bladene (her altså: nålene) er linjeformede med but spids. Oversiden er græsgrøn, mens undersiden har tydelig midterribbe og to lyse striber. Blomstringen foregår i maj-juni, hvor man finder de hunlige blomster samlet i purpurrøde kogler, der efterhånden bliver gulbrune. Frøene er ægformede nødder, som er grå med lysebrune prikker.
Rodsystemet er asymmetrisk med mange aborterede pælerødder og et netværk af højtliggende finrødder. Røddernes udbredelse er 4 gange så stor som kronens
Østsibirisk lærk når en højde på 35 m en stammediameter på 0,90 m og en kronebredde på ca. 10 m.

## Hjemsted
Østsibirisk lærk hører hjemme i moser og sumpe. på sletter og langs floddale i det nordlige Kina, i Mongoliet, i Russisk Fjernøsten og i Korea. Her er den skovdannende, mens den danner forkrøblede krat nær trægrænsen. I det østligste Sibirien (Russisk Fjernøsten) er vintrene lange og meget kolde med tykt snedække. Her danner arten skove sammen med bl.a. sibirisk ædelgran, Alnus manshurica og Alnus sibirica (arter af el), Berberis sphaerocarpa (en art af berberis), Betula exilis (en art af birk), Clematis aethusifolia (en art af skovranke), Juniperus sibirica (en art af ene), sibirisk gran, Pinus sibirica (en art af fyr), Rhododendron adamsii og Rhododendron dauricum (arter af rododendron), Ribes pauciflorum (en art af ribs), Salix abscondita, Salix bebbiana, Salix berberifolia og Salix taraikensis (arter af pil), sibirisk tusindtop, Sorbus sibirica (en art af røn), birkespiræa og pilebladet spiræa

## Galleri
- Skudbygning
- Ung kogle
- Høstfarve
- Biotop (Skovtundra)

## Note
1. ↑  GRIN: Larix gmelinii (engelsk)
2. ↑  Alan Mitchell: Træer i Nordeuropa 1977 ISBN 87-12-23331-5 side 121-122
3. ↑  Takuya Kajimoto, Yojiro Matsuura, Akira Osawa, Anatoly S. Prokushkin, Mark A. Sofronov, og Anatoly P. Abaimov: Root system development of Larix gmelinii trees affected by micro-scale conditions of permafrost soils in central Siberia i Developments in Plant and Soil Sciences, bd. 101, 2001 side 291-292 (engelsk)
4. ↑  Thomas S. Elias: The Distribution and Phytogeographic Relationships of the Woody Plants of the Soviet Far East Arkiveret 6. november 2018 hos  Wayback Machine, i Aliso: A Journal of Systematic and Evolutionary Botany, 1986, 11, 3 side 335-354 (engelsk)